# ولایت توکاچی

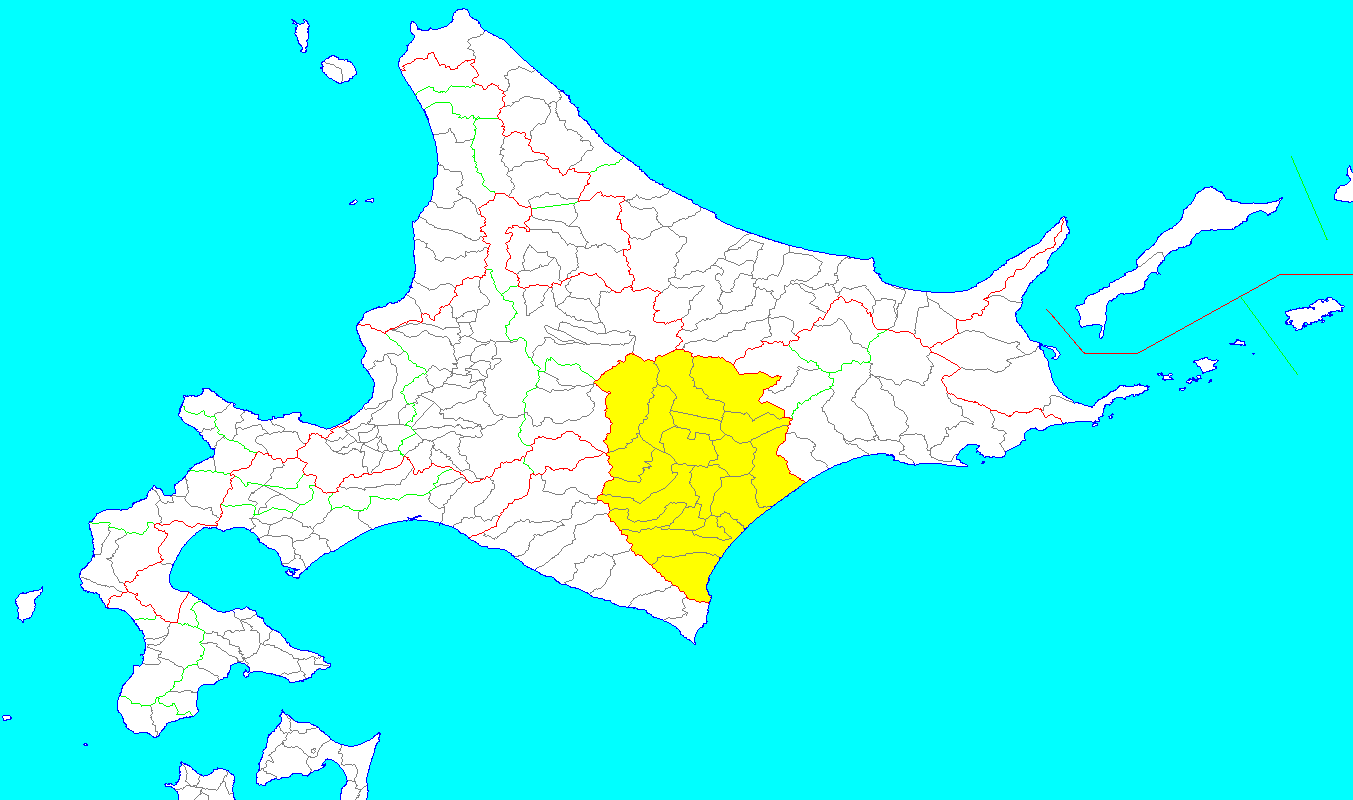
نقشه ژاپن در سال ۱۸۶۹ میلادی. این ولایت با رنگ تیره مشخص شده است.

ولایت توکاچی (به ژاپنی: 十勝国 Tokachi-no kuni) یکی از ولایت‌ها در تقسیم‌بندی کشوری قدیم ژاپن بود.